# Всеукраїнський форум «Україна 30»
Всеукраїнський форум «Україна 30» — це серія масштабних форумів в Україні у 2021 році за участю топ-представників української влади, громадськості, експертів і міжнародних партнерів України. Форуми організовані Президентом і Кабінетом Міністрів України і приурочені до 30-річчя проголошення незалежності України. Усього було проведено 21 форум із 30 запланованих.

## Історія
Перший форум під назвою «Україна 30. Коронавірус: виклики та відповіді» пройшов із 8 по 10 лютого 2021 року і був присвячений темі подолання пандемії коронавірусу. У заході взяли участь Президент України Володимир Зеленський, Прем'єр-міністр Денис Шмигаль та інші представники уряду, представники Верховної Ради, журналісти, медики, а також низка експертів та міжнародних діячів, зокрема генеральний директор ВООЗ Тедрос Аданом Гебреїсус і президент Єврокомісії Урсула фон дер Ляйєн (останні двоє — відеозв'язком). Зокрема, президент Зеленський повідомив про плани провести протягом наступних місяців серії із 30-ти щотижневих форумів.
25 лютого 2021 року у межах форуму відбулося засідання Ради розвитку громад та територій, на якому президент Зеленський оголосив про утворення Конгресу місцевих та регіональних влад при Президентові України. У той же день це було зафіксовано в Указі Президента.
У квітні 2021 року форуми не проводилися через запровадження карантинних обмежень у Києві.
17 травня 2021 року у межах форуму «Україна 30. Цифровізація» відбувся Diia Summit 2.0, на якому було презентовано масштабне оновлення додатку і вебпорталу «Дія».
29 липня 2021 року у межах форуму «Україна 30. Децентралізація» відбулося спільне засідання президії Конгресу місцевих та регіональних влад при Президентові України та Національної ради реформ.

## Підписання документів
Під час форумів президентом Зеленським було урочисто підписано такі документи:
- закон «Про внесення змін до Земельного кодексу України та інших законодавчих актів щодо удосконалення системи управління та дерегуляції у сфері земельних відносин»,[11]
- закон про заборону пластикових пакетів,[12]
- указ Президента України щодо збереження і відтворення лісів,[12]
- указ Президента України про заснування Президентського університету.[13][14]

Також були підписані меморандуми:
- між Державним агентством розвитку туризму, Укравтодором та українськими компаніями щодо розвитку інфраструктури гірських курортів,[15]
- між Укравтодором та Укрзалізницею щодо завершення будівництва Дарницького мосту в Києві,[16][17]
- між Програмою USAID AGRO та Пісочинською і Роганською громадами Харківської області на розробку комплексного плану просторового розвитку територій громад.[18][19]

## Організація та фінансування
27 вересня 2021 року інтернет-видання «Бабель» опублікувало журналістське розслідування про організацію і фінансування форуму. Згідно даних журналістів організацією і проведенням форуму займалася приватна компанія Goodmedia, яку очолювала дружина заступника глави Офісу Президента Кирила Тимошенка. Компанія стала організатором форуму без конкурсу і за свої послуги отримала мільйони гривень. Джерелом цих коштів були внески компаній, які таким чином оплачували виступи на форумі своїх представників.

## Перелік форумів
Усього упродовж 2021 року було проведено 21 форум, як описано у таблиці нижче.
Президент Зеленський брав участь майже в усіх форумах. В усіх форумах брали участь представники уряду (прем'єр-міністр та/або міністри, а також їх заступники). Також у форумах брали участь представники Верховної Ради, інших органів державної влади та місцевого самоврядування.
| №                                          | Назва форуму                                                                               | Дати проведення         | Топ-посадовці України | Міжнародне представництво |
| ------------------------------------------ | ------------------------------------------------------------------------------------------ | ----------------------- | --- | --- |
| 1                                          | Коронавірус: виклики і відповіді                                                           | 8–10 лютого 2021        | президент (Володимир Зеленський), прем'єр-міністр (Денис Шмигаль), віцепрем'єр з євроінтеграції (Ольга Стефанішина), міністр цифрової трансформації (Михайло Федоров), міністр з реінтеграції (Олексій Резніков), міністр закордонних справ (Дмитро Кулеба), міністр охорони здоров'я (Максим Степанов), міністр економіки (Ігор Петрашко), міністр культури (Олександр Ткаченко), міністр аграрної політики (Роман Лещенко), міністр освіти і науки (Сергій Шкарлет), міністр розвитку громад та територій (Олексій Чернишов), перший заступник Голови ВРУ (Руслан Стефанчук), представники церков України | голова ВООЗ Тедрос Аданом Гебреїсус (онлайн), Президент Єврокомісії Урсула фон дер Ляйєн (онлайн), посол ЄС Матті Маасікас, в.о. посла США Крістіна Квін, міністр охорони здоров'я Литви Арунас Дулкіс (онлайн), посол Естонії Каімо Кууск, голова Представництва ЮНІСЕФ в Україні Лотта Сільвандер |
| 2                                          | Платіжка                                                                                   | 15–17 лютого 2021       | перший президент України (Леонід Кравчук), міністр розвитку громад та територій, т.в.о. міністра енергетики (Юрій Вітренко) | директор секретаріату Енергетичного співтовариства Янез Копач (онлайн) |
| 3                                          | Інфраструктура                                                                             | 22–24 лютого 2021       | президент, міністр розвитку громад та територій, міністр культури, міністр інфраструктури (Владислав Криклій), міністр фінансів (Сергій Марченко), голова НБУ (Кирило Шевченко) | посол Китаю Фань Сяньжун |
| 4                                          | Розвиток правосуддя                                                                        | 1–3 березня 2021        | президент, віцепрем'єр з євроінтеграції, Голова Верховного Суду України (Валентина Данішевська), Голова Вищої ради правосуддя (Андрій Овсієнко), перший заступник Голови ВРУ | посол ЄС Матті Маасікас, Президент Європейської Ради Шарль Мішель (онлайн), Голова Венеціанської комісії Джанні Букіккіо |
| 5                                          | Культура. Медіа. Туризм                                                                    | 9–11 березня 2021       | президент, міністр культури, міністр цифрової трансформації, секретар РНБО (Олексій Данілов), міський голова Львова (Андрій Садовий) | — |
| 6                                          | Малий і середній бізнес та держава                                                         | 17–19 березня 2021      | президент, міністр економіки, міністр цифрової трансформації | Президент Литви Ґітанас Наусєда |
| перерва через карантинні обмеження у Києві |                                                                                            |                         | | |
| 7                                          | Безпека країни                                                                             | 11–13 травня 2021       | президент, секретар РНБО, віцепрем'єр з євроінтеграції, міністр закордонних справ, міністр культури, міністр внутрішніх справ (Арсен Аваков), міністр оборони (Андрій Таран), голова СБУ (Іван Баканов), головнокомандувач ЗСУ (Руслан Хомчак), міністр з питань стратегічних галузей промисловості (Олег Уруський) | голова представництва НАТО в Україні Александер Вінніков, посол ЄС Матті Маасікас, в.о. посла США Крістіна Квін |
| 8                                          | Цифровізація                                                                               | 17–19 травня 2021       | президент, прем'єр-міністр, міністр цифрової трансформації, міністр захисту довкілля та природних ресурсів (Роман Абрамовський), міський голова Львова, голова Асоціації Міст України (Олександр Слобожан) | прем'єр-міністр Естонії Кая Каллас, посол Іспанії Сільвія Йозефіна Кортес Мартін |
| 9                                          | Земля                                                                                      | 24–26 травня 2021       | президент, прем'єр-міністр, міністр аграрної політики, | в.о. посла США Крістіна Квін, посол ЄС Матті Маасікас, Директор в справах країн Східної Європи Світового Банку Аруп Банерджі |
| 10                                         | Освіта і наука                                                                             | 31 травня–2 червня 2021 | президент, прем'єр-міністр, міністр освіти і науки, міністр цифрової трансформації, Перший заступник голови ВРУ, міністр охорони здоров'я (Віктор Ляшко), Президент НАН України (Анатолій Загородній), ректори університетів | Лауреат Нобелівської премії з економіки 2007 Роджер Маєрсон |
| 11                                         | Екологія                                                                                   | 7–9 червня 2021         | президент, віцепрем'єр з євроінтеграції, міністр захисту довкілля та природних ресурсів, міністр аграрної політики, міністр культури, міський голова Львова | посол Японії Такаші Кураі |
| 12                                         | Економіка без олігархів                                                                    | 14–16 червня 2021       | президент, прем'єр-міністр, перший віцепремє'р — міністр економіки (Олексій Любченко), міністр інфраструктури (Олександр Кубраков), міністр юстиції (Денис Малюська), генеральна прокурорка (Ірина Венедіктова), секретар РНБО, голова НАЗК (Олександр Новіков), перший заступник голови ВРУ, голова фонду державного майна (Дмитро Сенниченко), міністр Кабінету міністрів (Олег Немчінов) | посол Німеччини Анка Фельдгузен |
| 13                                         | Здорова Україна                                                                            | 22–24 червня 2021       | президент, міністр охорони здоров'я, міністр молоді та спорту (Вадим Гутцайт) | посол Швейцарії Клод Вільд |
| 14                                         | Міжнародна політика                                                                        | 5–7 липня 2021          | президент, міністр закордонних справ, голова меджлісу кримськотатарського народу (Рефат Чубаров), перший віцепремє'р — міністр економіки | міністр закордонних справ Греції Нікос Дендіас, посол Естонії Каімо Кууск, посол Угорщини Іштван Ійдярто, президент Світового Конґресу Українців Павло Ґрод, посол Словаччини Марек Шафін, |
| 15                                         | Гуманітарна політика                                                                       | 13–14 липня 2021        | президент, міністр культури, міністр закордонних справ, голова меджлісу кримськотатарського народу | президент Польщі (1995–2005) Александр Кваснєвський |
| 16                                         | Трудові ресурси                                                                            | 20–21 липня 2021        | перший віцепремє'р — міністр економіки, міністр розвитку громад та територій, міністр соціальної політики (Марина Лабезна), посли України у Польщі, Португалії та Чехії | — |
| 17                                         | Децентралізація                                                                            | 28–29 липня 2021        | | посол Словенії Томаж Менцін |
| 18                                         | Імідж України                                                                              | 2–4 серпня 2021         | | посол Великої Британії Мелінда Сіммонс |
| 19                                         | Захисники: «Там де ми — там Україна!» (IV Міжнародний волонтерський та ветеранський форум) | 22 серпня 2021          | президент, Головнокомандувач ЗСУ, міністр у справах ветеранів | Вселенський патріарх Варфоломій |
| 20                                         | Безпечна громада                                                                           | 4 листопада 2021        | | — |
| 21                                         | Саміт «Діти»                                                                               | 7 грудня 2021           | | Виконавча директорка ЮНІСЕФ Генрієтта Фор (відеозвернення), голова Представництва ЮНІСЕФ в Україні Мурат Шахін, Координаторка системи ООН в Україні Оснат Лубрані, Посол ЮНІСЕФ з питань інклюзії Яніс Макдевід                                                                                     |